# Хваленцин (Нижньосілезьке воєводство)
Хваленцин (пол. Chwalęcin, нім. Quanzendorf) — село в Польщі, у гміні Немча Дзержоньовського повіту Нижньосілезького воєводства.
Населення — 46 осіб (2011).
У 1975-1998 роках село належало до Валбжиського воєводства.

## Демографія
Демографічна структура станом на 31 березня 2011 року:
|          | Загалом | Допрацездатний вік | Працездатний вік | Постпрацездатний вік |
| -------- | ------- | ------------------ | ---------------- | -------------------- |
| Чоловіки | 25      | 7                  | 14               | 4                    |
| Жінки    | 21      | 1                  | 12               | 8                    |
| Разом    | 46      | 8                  | 26               | 12                   |